# Jörg Denzler
Jörg Denzler es un deportista suizo que compitió en duatlón. Ganó una medalla de bronce en el Campeonato Europeo de Duatlón de 1995.

## Palmarés internacional
| Campeonato Europeo | Campeonato Europeo | Campeonato Europeo | Campeonato Europeo |
| Año                | Lugar              | Medalla            | Prueba             |
| ------------------ | ------------------ | ------------------ | ------------------ |
| 1995               | Veszprém (Hungría) | Medalla de bronce  | Individual         |